# Leisnig
Leisnig est une ville de Saxe (Allemagne), située dans l'arrondissement de Saxe centrale, dans le district de Chemnitz.

## Quartiers
| - Altenhof - Altleisnig - Beiersdorf - Bockelwitz - Börtewitz - Brösen - Clennen - Dobernitz - Doberquitz - Doberschwitz - Fischendorf - Görnitz - Gorschmitz - Großpelsen | - Hetzdorf - Kalthausen - Kleinpelsen - Klosterbuch - Korpitzsch - Kroptewitz - Leuterwitz - Marschwitz - Meinitz - Minkwitz - Naundorf - Naunhof - Nicollschwitz - Paudritzsch | - Polditz - Polkenberg - Queckhain - Röda - Scheergrund - Sitten - Tautendorf - Tragnitz - Wiesenthal - Zeschwitz - Zollschwitz - Zschockau |

## Personnalités liées à la ville
- Wolfgang Pfeifer (1946-), homme politique né à Leisnig.
- Lars Herrmann (1977-), homme politique né à Leisnig.
- Sven Liebhauser (1981-), homme politique né à Leisnig.

## Jumelages
- Bünde (Allemagne)
- Oggiono (Italie)
- Halasztelek (Hongrie)